# Ana de Holstein-Gottorp (1709-1758)
Ana de Holstein-Gottorp (3 de Fevereiro de 1709 - 1 de fevereiro de 1758) foi uma duquesa de Holstein-Gottorp e duquesa de Saxe-Gota-Altemburgo por casamento.

## Biografia
Ana era a quarta filha do duque Cristiano Augusto de Holstein-Gottorp e da sua esposa, a marquesa Albertina Frederica de Holstein-Gottorp. Era irmã mais velha do rei Adolfo Frederico da Suécia.
Casou-se com o duque Guilherme de Saxe-Gota-Altemburgo, filho do duque Frederico II de Saxe-Gota-Altemburgo e da princesa Madalena Augusta de Anhalt-Zerbst no dia 8 de Novembro de 1742. Não tiveram filhos.

## Genealogia
| Ana de Holstein-Gottorp | Pai: Cristiano Augusto de Holstein-Gottorp | Avô paterno: Cristiano Alberto de Holstein-Gottorp | Bisavô paterno: Frederico III de Holstein-Gottorp         |
| Ana de Holstein-Gottorp | Pai: Cristiano Augusto de Holstein-Gottorp | Avô paterno: Cristiano Alberto de Holstein-Gottorp | Bisavó paterna: Maria Isabel da Saxónia                   |
| Ana de Holstein-Gottorp | Pai: Cristiano Augusto de Holstein-Gottorp | Avó paterna: Frederica Amália da Dinamarca         | Bisavô paterno: Frederico III da Dinamarca                |
| Ana de Holstein-Gottorp | Pai: Cristiano Augusto de Holstein-Gottorp | Avó paterna: Frederica Amália da Dinamarca         | Bisavó paterna: Sofia Amália de Brunsvique-Luneburgo      |
| Ana de Holstein-Gottorp | Mãe: Albertina Frederica de Baden-Durlach  | Avô materno: Frederico VII de Baden-Durlach        | Bisavô materno: Frederico VI de Baden-Durlach             |
| Ana de Holstein-Gottorp | Mãe: Albertina Frederica de Baden-Durlach  | Avô materno: Frederico VII de Baden-Durlach        | Bisavó materna: Cristina Madalena de Zweibrücken-Kleeburg |
| Ana de Holstein-Gottorp | Mãe: Albertina Frederica de Baden-Durlach  | Avó materna: Augusta Maria de Holstein-Gottorp     | Bisavô materno: Frederico III de Holstein-Gottorp         |
| Ana de Holstein-Gottorp | Mãe: Albertina Frederica de Baden-Durlach  | Avó materna: Augusta Maria de Holstein-Gottorp     | Bisavó materna: Maria Isabel da Saxónia                   |